# Adiantum formosum
Adiantum formosum är en kantbräkenväxtart som beskrevs av Robert Brown. Adiantum formosum ingår i släktet Adiantum och familjen Pteridaceae. Inga underarter finns listade.

## Bildgalleri

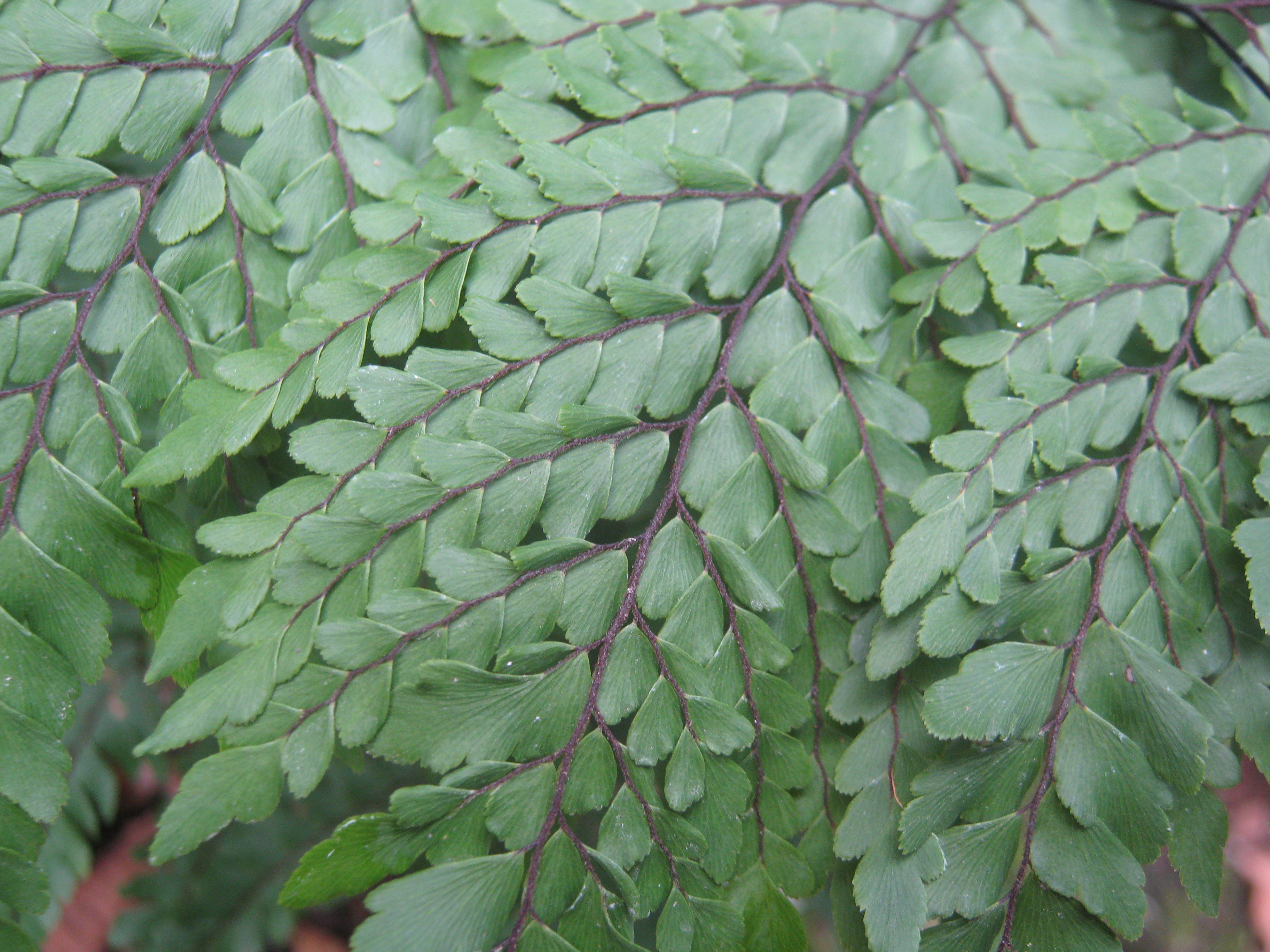